# Артакульский сельсовет
Артакульский сельсовет — муниципальное образование в Караидельском районе Башкортостана.

## История
Артакульский сельсовет образован в соответствии с Постановлением ВЦИК РСФСР от 2 декабря 1918 года №901 «О порядке перевыборов волостных и сельских Советов». До 1956 года находился в составе Байкибашевского района, в связи с укрупнением районов вошёл в состав Караидельского района.
В соответствии с Конституцией 1977 года сельсовет был переименован в Артакульский сельский совет народных депутатов, а 24 апреля 1992 года преобразован в Артакульскую сельскую администрацию. 16 октября 1998 года принят первый Устав Артакульского сельсовета Караидельского района Республики Башкортостан.
11 июля 2002 года Артакульская сельская администрация была преобразована в муниципальное образование Артакульский сельсовет Караидельского района Республики Башкортостан.
19 декабря 2005 года муниципальное образование Артакульский сельсовет было переименовано в сельское поселение Артакульский сельсовет муниципального района Караидельский район Республики Башкортостан.
Согласно «Закону о границах, статусе и административных центрах муниципальных образований в Республике Башкортостан» имеет статус сельского поселения.

## Население
| 2002  | 2009  | 2010  | 2012  | 2013  | 2014  | 2015  |
| ----- | ----- | ----- | ----- | ----- | ----- | ----- |
| 1176  | ↘1090 | ↗1144 | ↘1120 | ↘1085 | ↘1050 | ↘1048 |
| 2016  | 2017  | 2018  |       |       |       |       |
| ↘1045 | ↘1034 | ↘1003 |       |       |       |       |

## Географическое положение
Общая площадь территории поселения 107 км². Сельсовет граничит с Байкибашевским и Явгильдинским сельсоветами Караидельского района, в также с Аскинским и Балтачевским районами.

## Состав сельского поселения
| № | Населённый пункт | Тип населённого пункта       | Население |
| - | ---------------- | ---------------------------- | --------- |
| 1 | Артакуль         | село, административный центр | ↗470      |
| 2 | Старооткустино   | деревня                      | ↗312      |
| 3 | Абуталипово      | деревня                      | ↗261      |
| 4 | Иткули           | село                         | ↗101      |